# Topfhandschuh

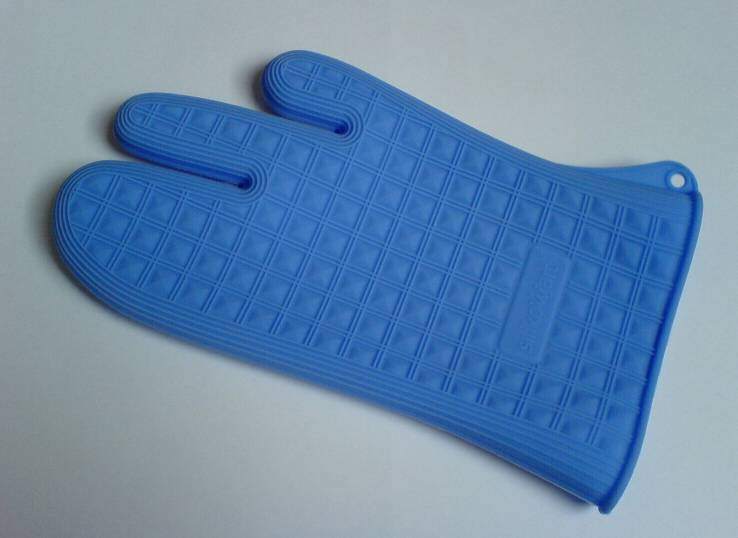
Topfhandschuh aus Silikon

Ein Topfhandschuh oder Ofenhandschuh ist eine Kombination aus Handschuh und Topflappen, der meist aus etwas dickerem Stoff, Wolle oder auch Silikon besteht. Er dient der Sicherheit und ist ein Schutz vor Verbrennungen.
Der Topfhandschuh ist Arbeitsschutz in der Küche. Mit Hilfe des Topfhandschuhs können beim Kochen und Braten heiße Gegenstände, wie zum Beispiel Töpfe oder Auflaufformen, ohne Gefahr angefasst werden. Im Unterschied zum Topflappen schützt der Topfhandschuh auch die Rückseite der Hand und das Handgelenk. Besonders wichtig ist er daher bei der Benutzung von Backröhren. Beim Abgießen von Kochflüssigkeiten aus Töpfen kann er Verbrühungen durch heißen Dampf verhindern. Beim Braten und Sautieren schützt er die Hand vor heißen Fettspritzern.  Häufig findet ein solcher Topfhandschuh auch beim Grillen Einsatz.
Topfhandschuhe können sowohl paarweise als auch einzeln gekauft werden. Herkömmliche Topfhandschuhe haben die Form eines Fausthandschuhs, da durch das größere Luftvolumen im Handschuh die thermische Isolierung besser ist. Varianten moderner Silikonhandschuhe  besitzen auch eine Abteilung für den Zeigefinger.